# 明潭水庫
明潭水庫，是臺灣的一座水庫，位於南投縣水里鄉車埕村，縣道131號公路旁，鄰近集集線終點站車埕車站，是台灣電力公司明潭發電廠抽蓄式發電機組的下池，為十四項建設中配合明潭抽蓄水力發電工程，利用水里溪河谷地形興建的人工湖泊。

## 沿革
台灣自1980年代開始用電量劇增，擔任基載的大型核能發電廠與火力發電廠機組白天尖峰時段之發電量不能減載，而深夜離峰用電量少時有剩餘，故需利用抽蓄機組將離峰時剩餘之電力抽取下池之水貯存於上池，並於尖峰時再利用上池之水發電，俾補充系統於尖峰時發電量之不足，提高電力品質。明湖抽蓄發電工程完工後，原班人馬繼續興建明潭抽蓄工程。明潭抽蓄水力發電廠於1987年9月開工，1989年電廠成立，1991年12月31日下池壩完工蓄水，1992年首次並聯運轉，1995年工程竣工正式啟用。完工當年是亞洲最大、全球第四大的抽蓄水力發電廠，目前仍然是臺灣最大的水力發電廠，而明潭電廠和大觀二廠也是國內唯二的抽蓄型水力發電工程。

## 設備

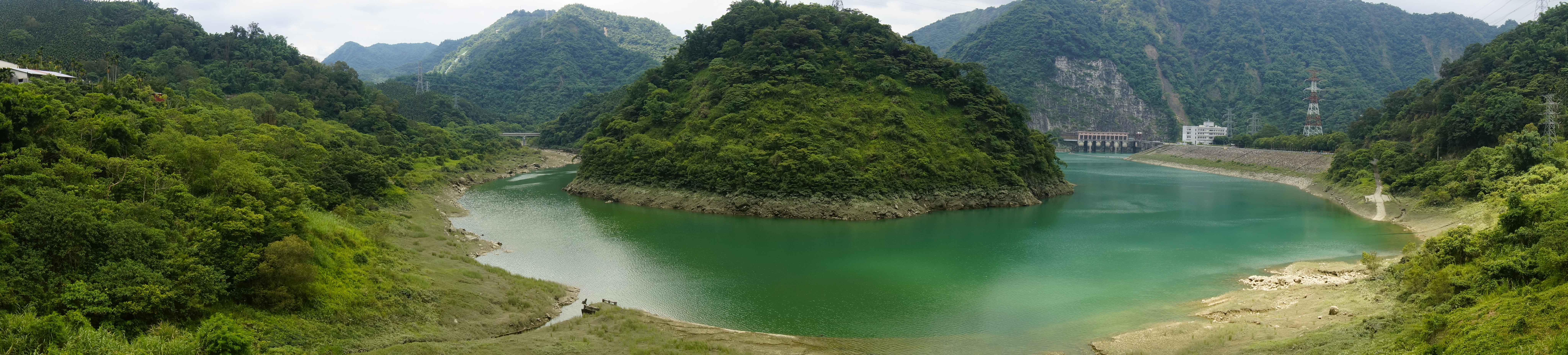
明潭水庫蓄水區

明潭大壩又稱為「水里壩」或「明潭下池壩」，係一座壩高61公尺、壩頂長314公尺、壩頂標高375.5公尺、高水位標高373公尺、總容量為1,200萬立方公尺之混凝土重力壩，該壩所蓄成之鐮刀型人工湖泊稱為「明潭水庫」或「明潭下池水庫」。明潭抽蓄水力發電廠係以日月潭為上池，明潭水庫作為下池，攔截日月潭沖下的湖水。明潭抽蓄電廠設置於1,200公尺內山洞中，長寬高為156、46、21公尺，廠房主體結構深入山壁地底，電廠及變壓器室皆建於地下，裝置有六部豎軸法蘭西斯可逆式水輪發電機組，水輪機兼具抽水機功能，而發電機則兼具電動機功能，每部發電機的機組容量為26萬7千瓩（267MW），總計明潭發電廠的裝置容量達160.2萬瓩（1,602MW），超過核一廠，每年發電量約24億度，目前是臺灣最大的水力發電廠。發電進水口設於日月潭西岸，發電水路包括兩條內徑7.5公尺的頭水隧道、兩座平壓塔、兩條埋入式壓力鋼管、四條尾水道及一座尾水出口，而開關場及控制大樓則設於水里下池壩右岸平台。明潭抽蓄發電廠運作原理是日間尖峰時利用上、下池間的380公尺位能差使水輪機正轉，帶動發電機進行發電；到了夜間離峰時則利用核能發電廠或火力發電廠之剩餘電力執行抽水運轉，將發電機反轉作為抽水馬達，可將下池的明潭水庫水抽回至上池（日月潭）蓄存，下池容量可連續發電及抽水時間各為6.7小時及7.8小時。此特性可配合臺灣電力負載需求，將水力能源配合火力及核能基載發電運作，有效增加尖峰時間之供電量。抽蓄發電運轉時，作為上下池的日月潭和明潭水庫之水位經常變化，發電後日月潭的水位會下降1.2公尺，而明潭水庫之水位變動則約28公尺，上下池的水每日循環利用，水位變化量大，形成獨特的「潮汐」景觀。

## 相關數據

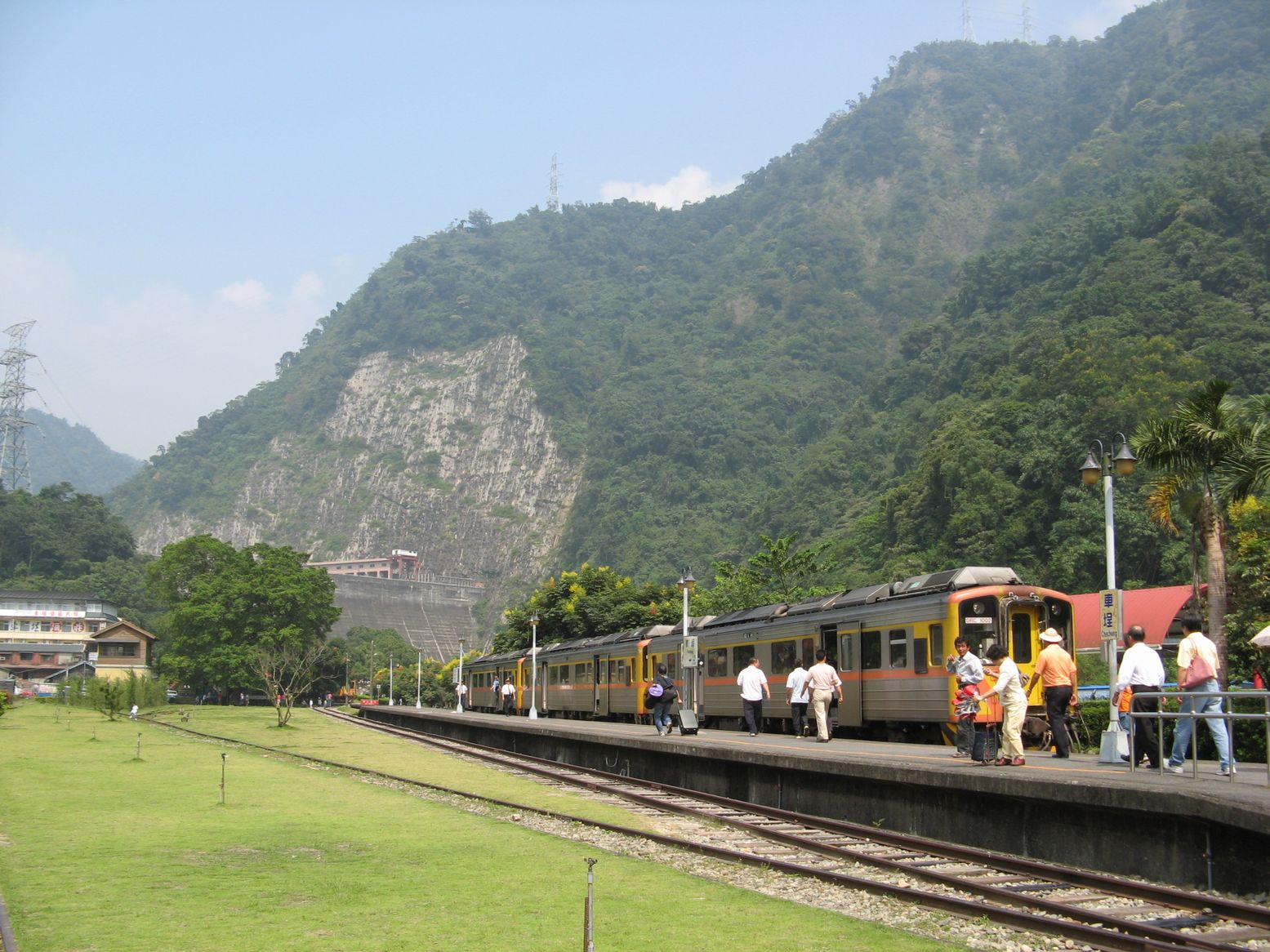
集集線車埕車站與後方的明潭下池壩。

- 壩型：混凝土重力壩
- 壩頂標高：375.5公尺
- 最大壩身高度：61.5公尺
- 壩頂長度：314公尺
- 壩頂寬度：6.2公尺
- 壩體積：395,000立方公尺

| 設施名稱             | 簡介                                 |
| -------------------- | ------------------------------------ |
| 廠房                 | 地下式                               |
| 設計發電水頭（公尺） | 380                                  |
| 用水量（CMS）        | 每部82，六部共492                    |
| 裝置容量（MW）       | 1,602                                |
| 發電機組             | 豎軸可逆型法蘭西斯式水輪發電機組六部 |
| 年發電量（kWh）      | 24                                   |

## 外部連結
- （繁體中文）明潭發電廠簡介 - 台灣電力公司 （页面存档备份，存于）